# Rozalija
Rozalija je žensko osebno ime.

## Izvor imena
Ime Rozalija izhaja iz italijanskega imena Rosalia, ki jo enako kot različico Rosaria razlagajo kot izpeljanko iz latinskega imena Rosa. To pa se povezuje z latinsko besedo rosa v pomenu besede »roža«, oziroma rosarium »rožni grm«.

## Različice imena
Rosalka, Roza, Rozala, Rozalia, Rozalja, Rozalka, Rozalinda, Rozamunda, Ruža, Zala, Zalika, Zalka, Zalica, Zalči, Zalč.

## Tujejezikovne različice imena
Rosalia, Rosa, Rose, Rosalee.

## Pogostost imena
Po podatkih Statističnega urada Republike Slovenije je bilo na dan 31. decembra 2007 v Sloveniji 3.601 oseba z imenom Rozalija. Ime Rozalija je bilo na ta dan po pogostosti uporabe na 74. mestu.

## Osebni praznik
V koledarju je ime Rozalija 4. septembra.

## Zanimivost
Rozalija je ime svetnice, puščavnice na Siciliji, ki je umrla leta 1160. Poleg sv. Roka in sv. Boštjana velja Rozalija za zavetnico pred kugo. V Sloveniji so tri cerkve sv. Rozalije. Po eni od teh se imenuje naselje Rozalija ali Sv. Rozalija, ki je sedaj le še ljudsko ime za naselje Zlateče pri Šentjurju. Naselje je nastalo okrog cerkvice sv. Rozalije, ki je bila postavljena zaradi kuge v letih 1645 do 1666.

## Krajevno ime vAvstrijioz. na avstrijskemKoroškemoz. na dvojezičnemjužnem Koroškem
- Rozalija, pri Globasnici, nem. Hemmaberg, občina Globasnica; pri Rozaliji, k Rozaliji, rozalsko žegnanje, in Hema, pri Hemi, k Hemi, od Heme (hrib s cerkvijo in kapelico sv. Rozalije).[4]